# شرکت ترابری بین‌شهری بروکسل
شرکت ترابری بین‌شهری بروکسل (فرانسوی: Société des Transports Intercommunaux de Bruxelles‎) شرکت حمل‌ونقل بلژیکی است، که در سال ۱۹۵۴ تأسیس شد.